# Amouguer
Amouguer (franska: Amouguer (CR), Amouguer (Commune Rurale), arabiska: تاديغوست) är en kommun i Marocko.   Den ligger i provinsen Midelt och regionen Drâa-Tafilalet, 260 km sydost om huvudstaden Rabat. Antalet invånare är 5 119.